# Hemioplisis agronaria
Hemioplisis agronaria är en fjärilsart som beskrevs av Walker 1860. Hemioplisis agronaria ingår i släktet Hemioplisis och familjen mätare. Inga underarter finns listade i Catalogue of Life.